# Egesina digitata
Egesina digitata là một loài bọ cánh cứng trong họ Cerambycidae.